# Академическая гребля на летних Олимпийских играх 1964
Соревнования по академической гребле на летних Олимпийских играх 1964 года проводились только среди мужчин.

## Общий медальный зачёт
| Место | Страна                          | Золото | Серебро | Бронза | Всего |
| ----- | ------------------------------- | ------ | ------- | ------ | ----- |
| 1     | США                             | 2      | 1       | 1      | 4     |
| 2     | СССР                            | 2      | 0       | 0      | 2     |
| 3     | Объединённая германская команда | 1      | 2       | 1      | 4     |
| 4     | Канада                          | 1      | 0       | 0      | 1     |
| 4     | Дания                           | 1      | 0       | 0      | 1     |
| 6     | Нидерланды                      | 0      | 1       | 2      | 3     |
| 7     | Франция                         | 0      | 1       | 0      | 1     |
| 7     | Великобритания                  | 0      | 1       | 0      | 1     |
| 7     | Италия                          | 0      | 1       | 0      | 1     |
| 10    | Чехословакия                    | 0      | 0       | 2      | 2     |
| 11    | Швейцария                       | 0      | 0       | 1      | 1     |
|       |                                 |        |         |        |       |
| Итого | Итого                           | 7      | 7       | 7      | 21    |

## Медалисты
| Дисциплина                      | Золото | Серебро | Бронза |
| ------------------------------- | --- | --- | --- |
| Одиночки                        | Вячеслав Иванов СССР | Ахим Хилль Объединённая германская команда | Готтфрид Коттман Швейцария |
| Двойки парные                   | СССР · Борис Дубровский · Олег Тюрин | США · Сеймор Кромуэлл · Джеймс Сторм | Чехословакия · Владимир Андрс · Павел Гофман |
| Двойки распашные без рулевого   | Канада · Джордж Хангерфорд · Роджер Джексон                                                                                                  | Нидерланды · Стевен Блайссе · Эрнст Венеманс | Объединённая германская команда · Михаэль Шван · Вольфганг Хоттенротт                                                                                |
| Двойки распашные с рулевым      | США · Эдвард Ферри · Конн Финдли · Кент Митчелл                                                                                              | Франция · Жак Морель · Жорж Морель · Жан-Клод Даруи | Нидерланды · Ян Юст Бос · Херман Рауве · Эрик Хартсёйкер                                                                                             |
| Четвёрки распашные без рулевого | Дания · Йохн Хансен · Бьёрн Хаслёв · Эрик Петерсен · Курт Хельмут                                                                            | Великобритания · Джон Расселл · Хью Варделл-Йербург · Вильям Барри · Джон Джеймс | США · Джеффри Пикард · Дик Лайон · Теодор Миттет · Теодор Нэш                                                                                        |
| Четвёрки распашные с рулевым    | Объединённая германская команда · Петер Нойсель · Бернхард Бриттинг · Йоахим Вернер · Эгберт Хиршфельдер · Юрген Эльке                       | Италия · Ренато Босатта · Эмилио Тривини · Джузеппе Галанте · Франко Де Педрина · Джованни Спинола                                                                                         | Нидерланды · Лекс Мюллинк · Ян ван де Графф · Фрек ван де Графф · Бобби ван де Графф · Мариус Клюмпербек                                             |
| Восьмёрки                       | США · Джозеф Эмлонг · Томас Эмлонг · Харольд Бадд · Эмори Кларк · Стэнли Квиклински · Хью Фоли · Уильям Кнехт · Уильям Стоу · Роберт Зимоньи | Объединённая германская команда · Клаус Эффке · Клаус Биттнер · Карл-Генрих фон Гроддек · Ханс-Юрген Валльбрехт · Клаус Беренс · Юрген Шрёдер · Юрген Плагеман · Хорст Майер · Томас Аренс | Чехословакия · Петр Чермак · Иржи Лундак · Ян Мрвик · Юлиус Точек · Йозеф Вентус · Лудек Поезный · Богумил Яноушек · Рихард Новый · Мирослав Коничек |